# 4:AM Forever
Singles de Lostprophets
Can't Catch Tomorrow (Good Shoes Won't Save You This Time)
(2006) It's Not the End of the World, But I Can See It from Here
(2009)
4:AM Forever est une chanson du groupe gallois de rock alternatif Lostprophets et est le quatrième single extrait de leur troisième album Liberation Transmission.

## Clip vidéo
Le clip alterne entre le groupe jouant dans un manoir (Ian Watkins est dehors sous la pluie) et des séquences montrant une femme blonde. 

## Classements hebdomadaires
| Classement (2007)              | Meilleure position |
| ------------------------------ | ------------------ |
| Royaume-Uni (UK Singles Chart) | 34                 |
| Royaume-Uni (UK Rock Chart)    | 1                  |